# Long Island (Mahé)
Long Island (auch: Île Longue) ist eine Insel der Republik der Seychellen nordöstlich der Insel Mahé.

## Geographie
Die Insel liegt am Saint Anne Channel und gehört zur Gruppe von Île au Cerf (Cerf Island), Round Island und Moyenne Island. Sie gehört zum Gebiet des Sainte Anne Marine National Park und politisch zum Distrikt Mont Fleuri. Die Insel ist berühmt für ihre weichen Strände und das türkisblaue Meer. Die Insel erreicht eine Höhe von 90 m und ist mit Kokospalmen bestanden.

## Geschichte
1825 wurde eine Siedlung auf der Insel angelegt. Eine Familie von den Seychellen erwarb die Inseln Long, Round und Moyenne. Die Siedlung hatte ca. 25 Einwohner und lag am West Point.
1900 wurde das Dorf wieder verlassen und eine Quarantänestation für Seeleute mit Pocken wurde eingerichtet.
Später diente die Insel als Jugendgefängnis (Seychelles Juvenile Prison).
2006 wurden die Gefangenen nach Montagne Posée Prison auf der Insel Mahé verlegt, wo sie bei Zwangsarbeit in den Landgewinnungsprojekten eingesetzt wurden. Auf der Insel befindet sich heute das Pelangi Resort and Spa mit 55 Villas. Das Hotel hat auch die erste Standseilbahn der Seychellen gebaut um Gäste in die CHI Spa Facilities und zur Wedding Chapel zu befördern, die sich auf dem zentralen Gipfel der Insel befinden.
Die Angestellten leben in dem Dorf am Westende, wo sich das ehemalige Gefängnis befand.
An der Südküste ist ein neues Dorf entstanden mit 40 Häusern und einer neuen Kapelle.

## Flora & Fauna
Die Riffe und Buchten der Insel bieten großen Reichtum an Fischarten. Grüne Meeresschildkröte leben auf den Riffkronen und besuchen gelegentlich die Insel.